# Јесен (Канал об Сочи)
Јесен (словен. Jesen, итал. Iessen) је насељено место у општини Канал, Горишка регија, Словенија.

## Историја
До територијалне реорганизације у Словенији била је у саставу старе општине Нова Горица. Као самостално насеље Јесен постоји од 2007. године. Настало је издвајањем дела из насеља Горења вас.

## Становништво
У попису становништва из 2011. године, Јесен је имао 5 становника.
| Број становника према пописима | Број становника према пописима |
| ------------------------------ | ------------------------------ |
| 2011                           |                                |
| 5                              |                                |

Напомена: Године 2007. настала издвајањем дела из насеља Горења вас.